# Rokkor

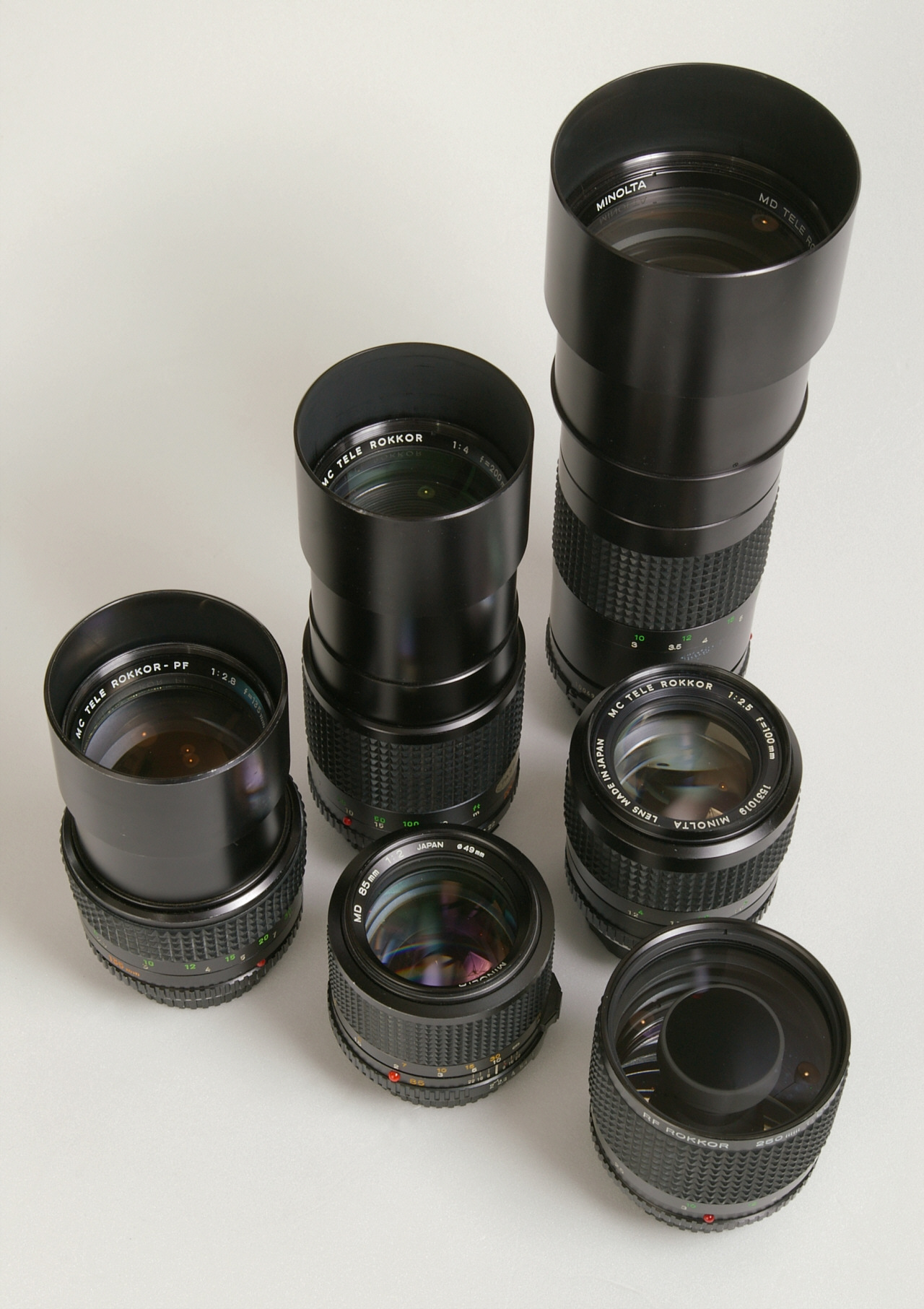
Alcuni teleobiettivi Minolta Rokkor

Rokkor fu un marchio utilizzato per la produzione di tutti gli obiettivi fotografici Chiyoda Kōgaku Seikō (poi diventato Minolta), tra il 1940 ed il 1980, di cui alcuni furono anche commercializzati da altre aziende come la Leica. Il nome del marchio deriva dal monte Rokkō (六甲 山), una montagna alta 932 m, che poteva essere vista dallo stabilimento dell'azienda di lenti ed ottiche situato a Mukogawa vicino a Osaka, in Giappone.
Il fondatore dell'azienda Kazuo Tashima voleva che il nome simboleggiasse l'alta qualità dell'ottica.
Quando il marchio era ancora utilizzato da Minolta, veniva pubblicata (sempre a cura della Minolta) anche una rivista chiamata "ROKKOR", con distribuzione in Austria e Giappone.

## Storia
Il primo obiettivo a marchio Rokkor era un obiettivo da 200 mm f/4.5 fornito con la aerofotocamera portatile Chiyoda SK-100 nel 1940.
Dopo il decadimento del nome Rokkor intorno al 1980/1981, il marchio non venne più utilizzato per nuovi obiettivi, eccezion fatta per due distinte occasioni: come è stato rivelato non prima del 2006, il nome Rokkor era ancora utilizzato internamente per i prototipi di un obiettivo Minolta MD Aele Tok Rokkor 300mm f/2.8, con attacco Minolta SR, nei primi anni '80, che in seguito vide l'applicazione nel Minolta AF Apo Tele 300mm f/2.8 G del 1985, un obiettivo con messa a fuoco automatica non Rokkor.
Il nome Rokkor è stato anche ripreso per un breve periodo tra il 1996 e il 1998 per l'obiettivo Minolta G-Rokkor 28mm f/3.5. Essendo l'unico Rokkor con messa a fuoco automatica ufficialmente realizzato, questo obiettivo è stato incorporato nella fotocamera compatta con pellicola Minolta TC-1 135. Per celebrare il 70º anniversario di Minolta nel 1998, le stesse ottiche sono state utilizzate anche nella Minolta TC-1 Limited e in una versione Leica con attacco filettato dell'obiettivo in una produzione limitata di 2.000 unità solo per il mercato giapponese.